# Francisco Guerrero
Francisco Guerrero, španski renesančni skladatelj, * 1528, Seville, † 8. november 1599, Seville.
Od vseh španskih renesančnih skladateljev je bil edini, ki je večino časa deloval v Španiji (ostali so delovali v Italiji, Franciji,...).